# Glomeroides pecki
Glomeroides pecki är en mångfotingart som beskrevs av Shear 1986. Glomeroides pecki ingår i släktet Glomeroides och familjen klotdubbelfotingar. Inga underarter finns listade i Catalogue of Life.